# Жандармерија
Жандармерија (фр. gendarmerie, од gens d’armes), или национална гарда је војна формација која има полицијске и неке друге задатке, укључујући и војне, а често учествује и у хуманитарним активностима. То се посебно односи на потраге за несталим особама и спасавање материјалних добара. У неким државама, жандармерија је у оквиру надлежности министарства одбране, као што је у Француској или министарства унутрашњих послова, као у Аргентини; може бити и под окриљем оба ова министарства (нпр. Чиле и Италија).
Организација, наоружање, увјежбаност, дисциплина и специјалности жандармерије сличне су онима у војним формацијама. Жандармерија се разликује од полиције јер су јој овлаштења дефинисана војним правилима.

## Данашње жандармерије
Жандармеријске јединице данас има већи број држава, као што су:
| - Алжир: (El Dark El Watani) - Аргентина: - Бенин: - Бутан: Бутанска краљевска полиција - Бразил: Војна полиција () - Бугарска: Жандармерија () - Буркина Фасо: - Камерун: - Канада: Канадска коњичка полиција (енгл. ) - Централноафричка Република: - Чад: - Чиле: Чилеански карабињери (шп. ) - Кина: Народна наоружана полиција - Колумбија: Колумбијска национална полиција - Комори: - ДР Конго: - Џибути: - Француска: - Габон: - Гвинеја: - Мађарска: - Индија: Корпус војне полиције (енгл. Corps of Military Police) Централна резервна полиција (енгл. Central Reserve Police Force), Индијска територијална одбрана (енгл. Indian Home Guard), Јединица за заштиту железнице (енгл. ) - Ирак: Национална полиција - Израел: Израелска гранична полиција | - Италија: Карабињери () - Обала Слоноваче: - Либан: (Amen el Dakhli) - Мадагаскар: - Мали: - Мауританија: - Meksiko: - Молдавија: - Монако: Compagnie des Carabiniers du Prince - Мароко: - Холандија: - Нигер: - Пољска: пољ. - Португал: Guarda Nacional Republicana - Румунија: Jandarmeria Română - Руанда: - Сан Марино: Gendarmeria - Сенегал: - Србија: - Шпанија: Цивилна гарда (шп. ) - Швајцарска: Корпус граничне страже (фр. Corps des gardes-frontière, итал. Corpo delle guardie di confine) и Федерална полиција, ( , фр. Office fédéral de la police, итал. Ufficio federale di polizia). Кантоналне полиције франкофоних кантона се називају фр. gendarmerie, али не одговарају ни једном од критеријума за жандармерију. - Того: - Турска: Jandarma - САД: Многе државне полиције имају обиљежја жандармерије - Ватикан: Корпус жандармерије (итал. ) |